# Fußball-Ozeanienmeisterschaft der Frauen 2018
Die Fußball-Ozeanienmeisterschaft der Frauen 2018 (engl.: OFC Women's Nations Cup) war die elfte Ausspielung einer ozeanischen Kontinentalmeisterschaft im Frauenfußball und fand in der Zeit vom 18. November bis 1. Dezember 2018 in Neukaledonien und damit zum zweiten Mal dort statt, wo die erste Austragung 1983 stattfand. Erstmals hatten sich alle elf OFC-Mitglieder zur Teilnahme angemeldet und zum zweiten Mal nach 2010 fand die Endrunde mit acht Teilnehmern statt. Neben Gastgeber Neukaledonien waren Titelverteidiger Neuseeland sowie Papua-Neuguinea (Zweiter 2014), die Cookinseln, Samoa, Tahiti und Tonga  automatisch für die Endrunde qualifiziert. Die vier anderen OFC-Mitglieder Amerikanisch-Samoa, Fidschi, die Salomonen und Vanuatu ermittelten bei einem Qualifikationsturnier auf Fidschi im August 2018 in einer Gruppe im Jeder-gegen-jeden-Modus den achten Teilnehmer.
Der Sieger der Meisterschaft qualifizierte sich als Vertreter Ozeaniens für die Fußball-Weltmeisterschaft der Frauen 2019 in Frankreich und die Olympischen Sommerspiele 2020 in Tokio.

## Qualifikation
Alle Spiele finden im Churchill Park von Lautoka, Fidschi statt.
| Pl. | Land               | Sp. | S | U | N | Tore    | Diff. | Punkte |
| --- | ------------------ | --- | - | - | - | ------- | ----- | ------ |
| 1.  | Fidschi            | 3   | 2 | 1 | 0 | 007:100 | +6    | 07     |
| 2.  | Vanuatu            | 3   | 2 | 0 | 1 | 003:500 | −2    | 06     |
| 3.  | Salomonen          | 3   | 1 | 1 | 1 | 002:100 | +1    | 04     |
| 4.  | Amerikanisch-Samoa | 3   | 0 | 0 | 3 | 000:500 | −5    | 0      |

| 24.08.2018 | Amerikanisch-Samoa | – | Salomonen          | 0:2 (0:1) |
|            | Vanuatu            | – | Fidschi            | 1:5 (0:2) |
| 27.08.2018 | Vanuatu            | – | Amerikanisch-Samoa | 1:0 (0:0) |

### Beste Torschützinnen
| Rang | Spielerin       | Tore |
| ---- | --------------- | ---- |
| 1    | Trina Davis     | 4    |
| 2    | Cema Nasau      | 3    |
|      | Laydah Samani   | 2    |
| 4    | Annie Gere      | 1    |
|      | Leisale Solomon | 1    |
|      | Melissa Wakeret | 1    |

## Turnier
Die Gruppenauslosung fand am 22. März 2018 in Auckland, Neuseeland statt.

### Gruppe A
Alle Spiele finden im Stade Yoshida in Koné statt.
| Pl. | Land            | Sp. | S | U | N | Tore    | Diff. | Punkte |
| --- | --------------- | --- | - | - | - | ------- | ----- | ------ |
| 1.  | Papua-Neuguinea | 3   | 3 | 0 | 0 | 014:300 | +11   | 09     |
| 2.  | Neukaledonien   | 3   | 2 | 0 | 1 | 008:800 | ±0    | 06     |
| 3.  | Tahiti          | 3   | 0 | 1 | 2 | 008:120 | −4    | 01     |
| 4.  | Samoa           | 3   | 0 | 1 | 2 | 005:120 | −7    | 01     |

|                                |   |                 |           |
| 18. November 2018 um 14:00 Uhr |   |                 |           |
| Samoa                          | – | Papua-Neuguinea | 0:5 (0:3) |
| 18. November 2018 um 17:00 Uhr |   |                 |           |
| Tahiti                         | – | Neukaledonien   | 2:4 (2:3) |
| 21. November 2018 um 14:00 Uhr |   |                 |           |
| Tahiti                         | – | Samoa           | 5:5 (4:3) |
| 21. November 2018 um 17:00 Uhr |   |                 |           |
| Neukaledonien                  | – | Papua-Neuguinea | 2:6 (0:3) |
| 24. November 2018 um 14:00 Uhr |   |                 |           |
| Papua-Neuguinea                | – | Tahiti          | 3:1 (1:1) |
| 24. November 2018 um 17:00 Uhr |   |                 |           |
| Neukaledonien                  | – | Samoa           | 2:0 (0:0) |

### Gruppe B
Alle Spiele finden im Stade Numa-Daly Magenta in Nouméa statt.
| Pl. | Land       | Sp. | S | U | N | Tore    | Diff. | Punkte |
| --- | ---------- | --- | - | - | - | ------- | ----- | ------ |
| 1.  | Neuseeland | 3   | 3 | 0 | 0 | 027:000 | +27   | 09     |
| 2.  | Fidschi    | 3   | 2 | 0 | 1 | 015:100 | +5    | 06     |
| 3.  | Tonga      | 3   | 1 | 0 | 2 | 001:230 | −22   | 03     |
| 4.  | Cookinseln | 3   | 0 | 0 | 3 | 000:100 | −10   | 0      |

|                                |   |            |            |
| 19. November 2018 um 14:00 Uhr |   |            |            |
| Neuseeland                     | – | Tonga      | 11:0 (8:0) |
| 19. November 2018 um 17:00 Uhr |   |            |            |
| Cookinseln                     | – | Fidschi    | 0:3 (0:2)  |
| 22. November 2018 um 14:00 Uhr |   |            |            |
| Tonga                          | – | Fidschi    | 0:12 (0:9) |
| 22. November 2018 um 17:00 Uhr |   |            |            |
| Neuseeland                     | – | Cookinseln | 6:0 (3:0)  |
| 25. November 2018 um 14:00 Uhr |   |            |            |
| Tonga                          | – | Cookinseln | 1:0 (1:0)  |
| 25. November 2018 um 17:00 Uhr |   |            |            |
| Fidschi                        | – | Neuseeland | 0:10 (0:4) |

## Finalrunde

### Halbfinale
|                                                            |   |               |           |
| 28. November 2018 um 15:00 Uhr in Lifou (Stade Hnasse)     |   |               |           |
| Papua-Neuguinea                                            | – | Fidschi       | 1:5 (1:2) |
| 28. November 2018 um 15:00 Uhr in Maré (Stade de la Roche) |   |               |           |
| Neuseeland                                                 | – | Neukaledonien | 8:0 (7:0) |

### Spiel um Platz 3
|                                                                   |   |               |           |
| 1. Dezember 2018 um 14:00 Uhr in Nouméa (Stade Numa-Daly Magenta) |   |               |           |
| Papua-Neuguinea                                                   | – | Neukaledonien | 7:1 (3:0) |

### Finale
| Fidschi                                              | Fidschi | Neuseeland | Neuseeland |
| ---------------------------------------------------- | --- | --- | ---------- |
| Fidschi                                              | \| 1. Dezember um 17:00 Uhr in Nouméa (Stade Numa-Daly) \| \| Ergebnis: 0:8 (0:4) \| \| Zuschauer: 450 \| \| Schiedsrichterin: Tapaita Lelenga ( Tonga) \| \| Spielbericht \|                                                    | \| 1. Dezember um 17:00 Uhr in Nouméa (Stade Numa-Daly) \| \| Ergebnis: 0:8 (0:4) \| \| Zuschauer: 450 \| \| Schiedsrichterin: Tapaita Lelenga ( Tonga) \| \| Spielbericht \|                                                                                | Neuseeland |
| Fidschi                                              | Adi Tuwai (77. Anaseini Maucuna) • Naomi Waqanidrola, Jotivini Tabua , Veniana Ranadi • Cema Nasau, Koleta Likuculacula, Sonali Rao, Sofi Diyalowai, Viniana Riwai • Trina Davis, Luisa Tamanitoakula Cheftrainerin: Marika Rodu | Erin Nayler • Ria Percival (46. Sarah Morton), Meikayla Moore (74. Anna Green), Rebekah Stott, Ali Riley • Annalie Longo, Betsy Hassett, Katie Bowen • Katie Rood (69. Paige Satchell), Sarah Gregorius, Rosie White Cheftrainer: Tom Sermanni ( Schottland) | Neuseeland |
| Fidschi                                              | 0:1 Rosie White (2.) 0:2 Sarah Gregorius (6., Elfm) 0:3 Betsy Hassett (38.) 0:4 Meikayla Moore (45.) 0:5 Katie Rood (48.) 0:6 Betsy Hassett (55.) 0:7 Sarah Gregorius (75.) 0:8 Rosie White (90.)                                | | Neuseeland |
| Fidschi                                              | Cema Nasau (16., 40.), Sonali Rao (41.) | | Neuseeland |
| 1. Dezember um 17:00 Uhr in Nouméa (Stade Numa-Daly) | | |            |
| Ergebnis: 0:8 (0:4)                                  | | |            |
| Zuschauer: 450                                       | | |            |
| Schiedsrichterin: Tapaita Lelenga ( Tonga)           | | |            |
| Spielbericht                                         | | |            |

- Schiedsrichtergespann:  Maria Salamasina und  Lata Kaumatule (Schiedsrichterassistentinnen),  Rani Perry (Vierte Offizielle)

## Schiedsrichter
Hauptschiedsrichter
- Torika Delai
- Morgan Archer
- Nadia Browning
- Roger Adams
- David Yareboinen
- Ben Ariel Aukwai
- Rani Perry
- Tapaita Lelenga
- Fina Angelo

Schiedsrichterassistentinnen
- Maria Salamasina
- Vaihina Teura

## Beste Torschützinnen
| Rang | Spielerin           | Tore |
| ---- | ------------------- | ---- |
| 1    | Sarah Gregorius     | 8    |
|      | Meagen Gunemba      | 8    |
| 3    | Luisa Tamanitoakula | 6    |
|      | Emma Rolston        | 6    |
|      | Rosie White         | 6    |
| 6    | Trina Davis         | 5    |
|      | Cema Nasau          | 5    |
|      | Betsy Hassett       | 5    |
|      | Annalie Longo       | 5    |
|      | Marie Kaipu         | 5    |
| 11   | Sofi Diyalowai      | 4    |
|      | Katie Rood          | 4    |
| 13   | Jackie Pahoa        | 3    |
|      | Ramona Padio        | 3    |
|      | Sina Sataraka       | 3    |
|      | Carole Teotahi      | 3    |

Hinzu kommen 7 Spielerinnen mit je zwei und 13 Spielerinnen mit je einem Tor sowie zwei Eigentore.